# Liste des députés européens de Bulgarie de la 10e législature

Cet article présente la liste des députés européens de Bulgarie élus lors des élections européennes de 2024.

## Députés européens élus en 2024
| Nom                | Parti                          | Parti                                                  | Groupe parlementaire européen |
| ------------------ | ------------------------------ | ------------------------------------------------------ | ----------------------------- |
| Andrey Kovatchev   |                                | Citoyens pour le développement européen de la Bulgarie | PPE                           |
| Eva Maydell        |                                | Citoyens pour le développement européen de la Bulgarie | PPE                           |
| Andrey Novakov     |                                | Citoyens pour le développement européen de la Bulgarie | PPE                           |
| Emil Radev         |                                | Citoyens pour le développement européen de la Bulgarie | PPE                           |
| Iliya Lazarov      | Union des forces démocratiques |                                                        | PPE                           |
| Ilhan Kyuchyuk     |                                | Mouvement des droits et des libertés                   | RE                            |
| Taner Kabilov      |                                | Mouvement des droits et des libertés                   | RE                            |
| Elena Yoncheva     |                                | Mouvement des droits et des libertés                   | RE                            |
| Radan Kanev        |                                | Nous continuons le changement - Bulgarie démocratique  | PPE                           |
| Nikola Minchev     | RE                             | Nous continuons le changement - Bulgarie démocratique  |                               |
| Hristo Petrov      | RE                             | Nous continuons le changement - Bulgarie démocratique  |                               |
| Rada Laykova       |                                | Renaissance                                            | ESN                           |
| Stanislas Stoyanov |                                | Renaissance                                            | ESN                           |
| Petar Volgin       |                                | Renaissance                                            | ESN                           |
| Tsvetelina Penkova |                                | Parti socialiste bulgare                               | S&D                           |
| Kristian Viguenin  |                                | Parti socialiste bulgare                               | S&D                           |
| Ivaylo Valchev     |                                | Il y a un tel peuple                                   | CRE                           |

## Entrants et sortants
| Entrant | Parti | Groupe | En remplacement de | Date | Motif |
| ------- | ----- | ------ | ------------------ | ---- | ----- |

## Changement d'affiliation
| Membre | Parti  | Parti   | Groupe | Groupe  | Date |
| Membre | Ancien | Nouveau | Ancien | Nouveau | Date |
| ------ | ------ | ------- | ------ | ------- | ---- |